# Place Royale (Clermont-Ferrand)
Pour les articles homonymes, voir Place Royale.
La place Royale est une place située à Clermont-Ferrand, en France, sur la butte de Clermont, dans le centre-ville.

## Situation et accès

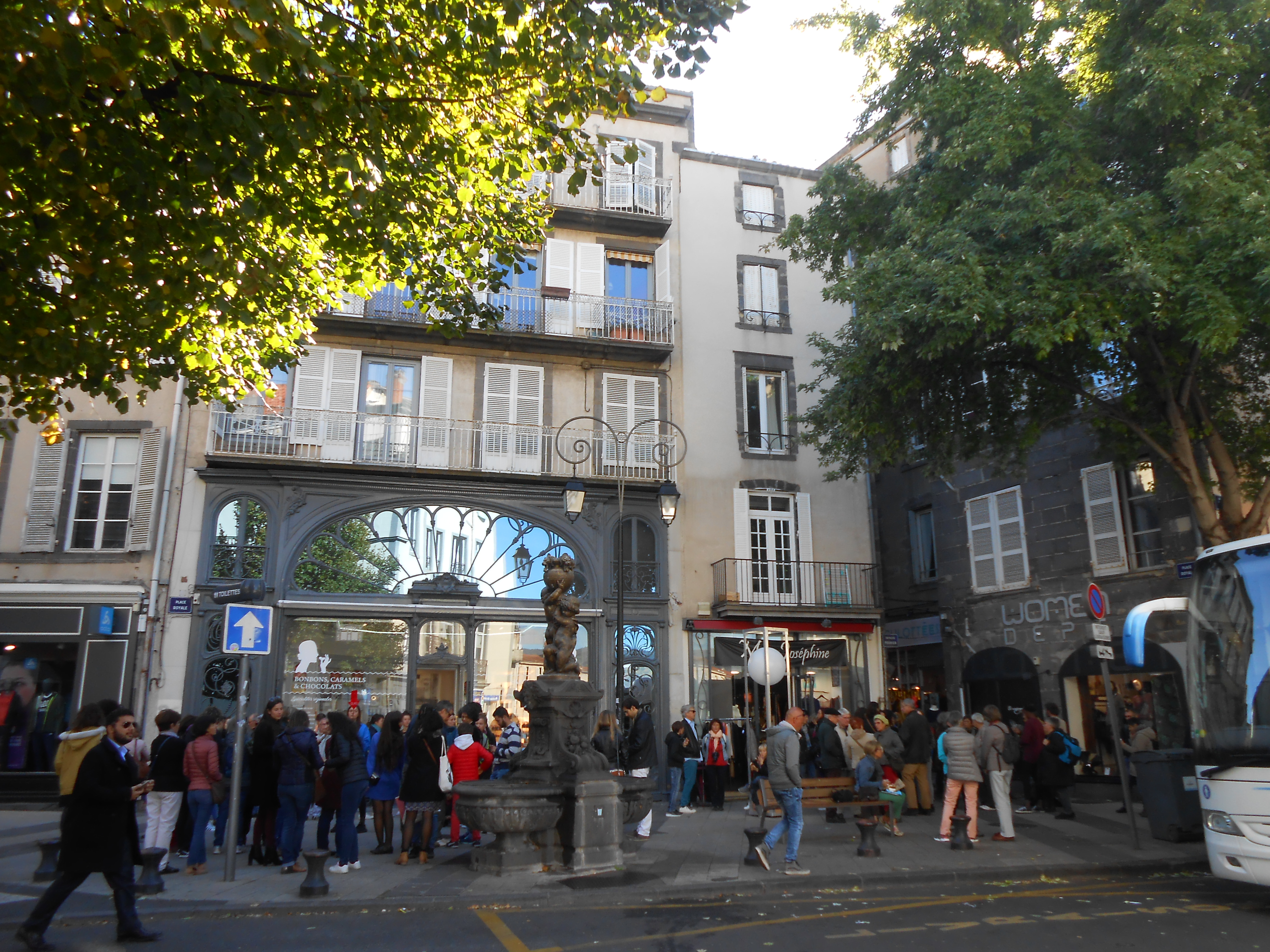
Place Royale en octobre 2017.

La place Royale est située sur un carrefour du centre historique de la ville de Clermont. Elle se trouve entre la place de la Victoire (au nord), la place Sugny (à l'ouest), la rue Saint-Genès (au sud), la rue Massillon et l'impasse Perrier (à l'est).
Elle domine la place de Jaude située environ 200 mètres en contrebas.

## Bâtiments remarquables et lieux de mémoire

### La fontaine Saint-Genès
La fontaine Saint-Genès, ou fontaine royale, est une fontaine du XIXe siècle située au centre de la place Royale. Inspirée des sculptures de la Renaissance italienne, elle est composée en partie inférieure de deux Atlantes qui crachent l'eau de la fontaine et en partie supérieure d'un ensemble sculpté en fonte réalisé par Antoine Durenne, représentant deux putti qui portent un calice.

### Le Magasin

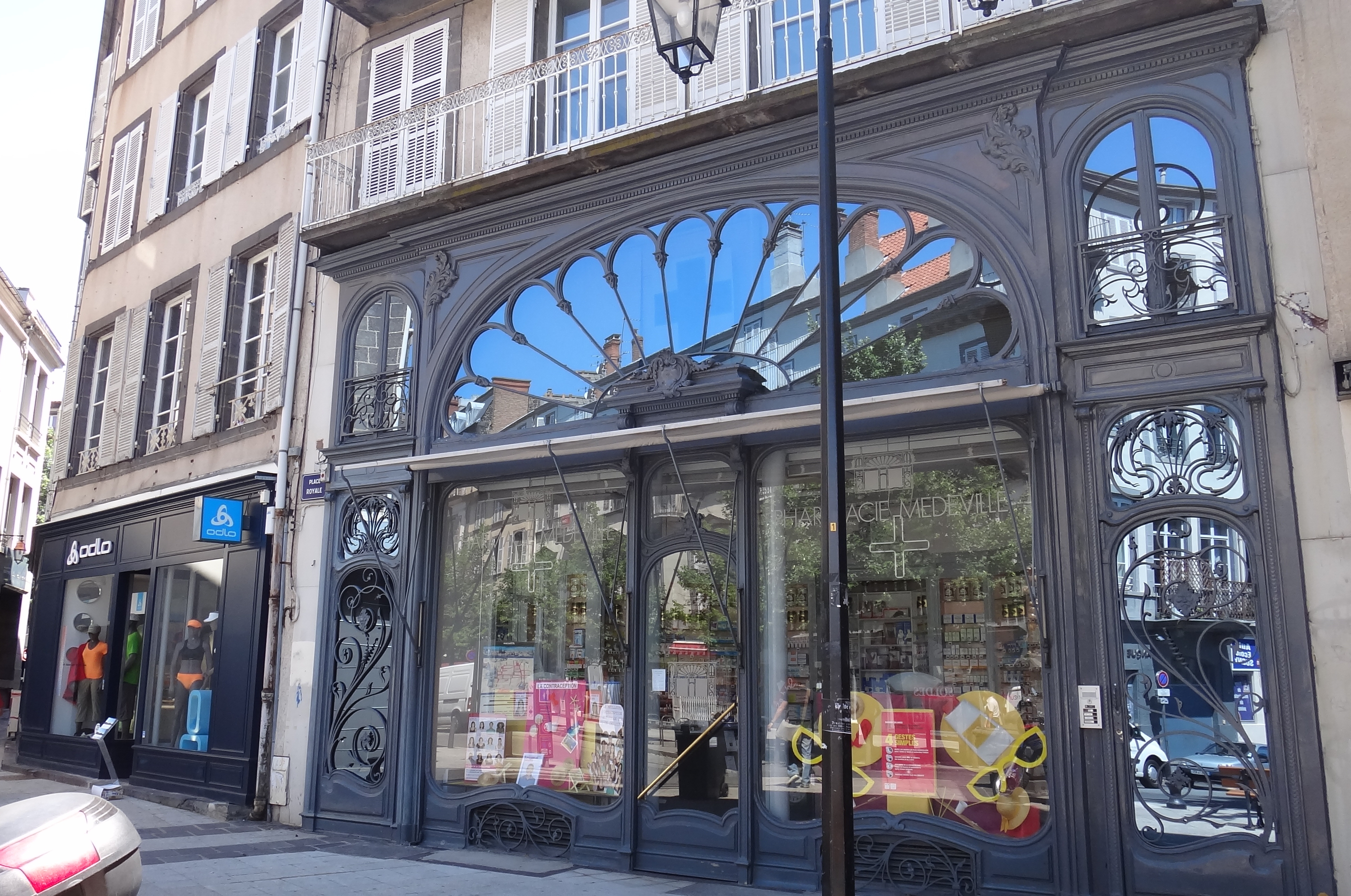
Magasin inscrit au titre des monuments historiques.

Le numéro 1 de la place Royale, Le Magasin, est une construction de style art nouveau de la fin du XIXe siècle, mais présentant également des éléments inspirés du XVIIIe siècle.
Ce bâtiment, parfois dénommé la Pharmacie, du nom d'une des fonctions qui lui a été donnée au début du XXe siècle, a été inscrit au titre des monuments historiques par un arrêté du 27 octobre 1986.
L'édifice est actuellement une confiserie de la firme Moinet, fondée en 1852 à Vichy.